# Maria Antonelli
Pour les articles homonymes, voir Antonelli.
Maria Elisa Mendes Ticon Antonelli, née le 25 février 1984 à Resende, est une joueuse de beach-volley brésilienne. Elle faisait équipe jusqu'en décembre 2012 avec Talita Antunes da Rocha, formant la paire à succès Talita/Antonelli. Depuis janvier 2016, elle s'est associée à sa compatriote Liliane Maestrini.

## Carrière
Elle a été médaillée de bronze aux Championnats du monde de beach-volley en 2009 à Stavanger, puis a terminé cinquième à Rome en 2011, toujours avec Talita Antunes da Rocha.
En tandem depuis 2009, Talita et Antonelli ont remporté le Circuit brésilien dans leur toute première saison, ainsi que la médaille de bronze aux Championnats du monde de 2009. Elles se sont également qualifiées pour les Jeux olympiques de Londres en 2012, où elles ont terminé neuvièmes.
« Nous avons connu quatre années de succès et avons eu plus de plaisirs que de déconvenues. Mais ce cycle arrive à son terme et nous voulons le clore sur une réussite », a déclaré Talita pour expliquer la séparation de leur duo en décembre 2012.
À la recherche d'une nouvelle partenaire, Maria Antonelli s'est alors associée avec Agatha Bednarczuk. Pour leur première saison commune lors de la saison 2013, les deux coéquipières ont déjà remporté l’argent au Grand chelem de Corrientes.
« Notre coopération est très bonne », s'est réjoui Antonelli. « On a beaucoup d’expérience et on se comprend bien ».
Cette collaboration n'a cependant pas dépassé l'année 2013, Antonelli s'associant pour 2014 avec la légendaire Juliana Felisberta da Silva, de retour sur le FIVB Beach Volleyball World Tour après une année quasi sabbatique au Brésil. Le nouveau duo a terminé finaliste au Fuzhou Open 2014, premier événement de la saison. Juliana a cependant souligné la difficulté, pour un nouveau duo, de passer par le tournoi de qualification pour rejoindre le tableau principal.

## Palmarès

### Championnats du monde de beach-volley
- Médaille de bronze en 2015 à La Haye avec Juliana Felisberta da Silva